# Macchi MB1
Der Macchi MB1 oder Macchitre (dt.: „Macchi 3“, wegen seiner drei Räder)
ist ein Motordreirad (auch Motorkarren), der von Ermanno Bazzochi konstruiert und ab 1945 von Aeronautica Macchi, Italien, gebaut wurde. Den gleichen Lastkarren stellte auch Bremach bei Brescia als Motocarro Bremach her.

## Beschreibung
Der Macchi MB1 war Aermacchis erstes Straßenfahrzeug und bis zur Auflage des Motorrollers Cigno 1951 das einzige. Er hatte eine Fahrerkabine für zwei Personen und eine Kipppritsche. Eingesetzt wurde das Fahrzeug vorwiegend für den Güter- wie auch Personentransport auf kurzen Strecken. Der gute Fahrkomfort, der auf die aus dem Flugzeugbau abgeleitete Vorderradaufhängung zurückzuführen war, machte den Lastkarren sehr beliebt. Die Radaufhängung war die gleiche wie die der Flugzeugkarren. Ein Viertaktmotor mit 750 cm³ Hubraum, einer Leistung von 25 PS (18,4 kW) und Naphtha als Kraftstoff trieb den Wagen an. Das Fahrzeug wog leer 1175 kg. und hatte eine Nutzlast von 1500 kg, die mit Anhänger auf 2500 kg gesteigert werden konnte.
Der Macchi MB1 wurde sowohl für zivile als auch militärische Zwecke eingesetzt. Der Hersteller verbaute etliche Komponenten seiner Militärflugzeuge, die er für den neuen Zweck entsprechend anpasste. Das Fahrzeug war leicht zu pflegen und mit einem Radschutz ausgestattet, der zu Reparaturzwecken mühelos entfernt werden konnte. 1957 wurde die Fertigung des Macchi MB1 auch der Ing. Negri & C. S.p.A in Lizenz übertragen, die den Lastkarren zusätzlich in einer kleineren Version mit einer maximalen Nutzlast von 790 kg baute. Die Originalversion wurde 1955 auf Dieselbetrieb umgestellt und erhielt einen Motor mit 1000 cm³ Hubraum. In den folgenden Jahren kaufte Harley-Davidson Aermacchi auf und vermarktete die Produkte unter dem Namen Aermacchi-Harley-Davidson. 1978 ging die Firma in der Marke Cagiva auf. 1971 wurde die Fertigung des Lastkarrens einem kleinen Unternehmen namens Fratelli BRENNA übertragen, das ihn nun unter der Marke BREMACH (BREnna e MAcCHi) verkaufte.
Sobald der Macchi MB1 als Bremach angeboten wurde, wurden seine klassischen, runden Linien mit den runden Scheinwerfern verändert: Die neue Version war moderner und eckiger und die Scheinwerfer wurden rechteckig. Der Bremach wurde bis Ende der 1990er-Jahre gebaut; dann wurde das Projekt billig an Aerdiesel in Vicenza weiterverkauft.